# Präludium und Fuge h-Moll BWV 893 (Das Wohltemperierte Klavier, II. Teil)
Präludium und Fuge h-Moll, BWV 893, beenden den 2. Teil des Wohltemperierten Klaviers, einer Sammlung von Präludien und Fugen für Tasteninstrumente von Johann Sebastian Bach.

## Präludium
Dieses Präludium ist eine zweistimmige Invention. Es ist in zwei Varianten überliefert, die sich hauptsächlich durch die Taktangabe unterscheiden: ein Autograph Bachs im -Takt, der Tempobezeichnung Allegro und dem Thema in Achtelnoten, und eine Abschrift von Johann Christoph Altnikol im -Takt und dem Thema in Sechzehnteln. Das Thema wandert durch verschiedene Tonarten: von h-Moll nach D-Dur, e-Moll und fis-Moll, und kehrt nach einem Halbschluss mit einer Fermate im Takt 55 in die Tonika h-Moll zurück. Bemerkenswert sind die sequenzierenden Viertelnoten der Oberstimme in Takt 62/63 auf a-gis-h-ais. Dies entspricht der Notenfolge B-A-C-H, um einen Halbton nach unten transponiert.

## Fuge
Im Gegensatz zur h-moll-Fuge aus dem 1. Teil mit dem zwölftönigen Thema überrascht diese dreistimmige Fuge durch ihren leichtfüßigen, fugentechnisch anspruchslosen Charakter. Wer ein krönendes „Finale“ erwartet, mag enttäuscht sein, andererseits ergeben sich Parallelen zum scherzhaften „Quodlibet“ am Ende der Goldberg-Variationen. Wie in der F-Dur-Fuge aus dem 1. Teil erinnert der tänzerische Rhythmus an einen Passepied. Vergeblich sucht man nach einem durchgängigen Kontrapunkt, stattdessen erscheinen im Verlaufe des Stückes immer mehr klavieristische Begleit- oder Spielfiguren. Das Stück enthält 100 Takte; die letzten vier Takte interpretiert Ferruccio Busoni als schalkhafte Coda. Peter Benary denkt bei diesem Abschluss an eine „graziöse Verbeugung zum Abschied“. Hermann Keller betont den zukunftsgewandten Charakter der letzten Fuge des Wohltemperierten Klaviers, und deutet sie schon als „Vorklang der Davidsbündlertänze von Schumann!“